# Rosaria Ono
Rosaria Ono (São Bernardo do Campo, 5 de maio de 1964) é uma arquiteta brasileira, professora titular do Departamento de Tecnologia da Arquitetura da Faculdade de Arquitetura e Urbanismo da Universidade de São Paulo.

## Biografia
Rosaria Ono obteve o título de mestre na Universidade de Nagoya, tendo como orientador o professor doutor Makoto Tsujimoto. Rosaria Ono é doutora em Arquitetura e Urbanismo pela FAU/USP e professora associada da mesma faculdade, com larga experiência na área de segurança contra incêndio.

### Diretoria do Museu Paulista
No ano de 2020, Rosaria Ono assumiu o cargo de diretora do Museu Paulista, responsável pela gestão do Museu do Ipiranga e do Museu Republicano de Itu. O cargo era ocupado anteriormente por Solange Ferraz de Lima e o novo vice-diretor eleito é Amâncio Jorge de Oliveira, docente do Instituto de Relações Internacionais. Tanto Rosaria Ono quanto Amancio Oliveira ficarão à frente da reabertura do museu, marcada para setembro de 2022 e serão responsáveis pela administração da instituição até o ano de 2024. O mandato de Ono se encerrou em 1 de setembro de 2024.